# کشتی پهلوگرفته
کشتی پهلو گرفته نام رمان داستانی اثر مهدی شجاعی است که اولین بار در سال ۱۳۶۸ توسط نشر جوان در ایران منتشر شد.
این کتاب توسط انتشارات مدرسه و انتشارات نیستان تا کنون پنجاه و سه بار تجدید چاپ شده‌است. کتاب کشتی پهلو گرفته از ۱۴ فصل در مورد زندگانی و مصائب دختر پیامبر اسلام، مادر امت اسلام، فاطمه زهرا تشکیل شده‌است. راوی در هر کدام از فصل‌ها، یکی از وابستگان حضرت فاطمه زهرا است. این کتاب پرفروش‌ترین کتاب دربارهٔ حضرت فاطمه زهرا و یکی از پرفروش‌ترین کتاب‌های انتشارات نیستان و ادبیات داستانی ایران است.